# Évans
Évans é uma comuna francesa na região administrativa de Borgonha-Franco-Condado, no departamento de Jura. Estende-se por uma área de 9,87 km². Em 2010 a comuna tinha 660 habitantes (densidade: 66,9 hab./km²).